# Encyklopedia Wrocławia
Encyklopedia Wrocławia – polska encyklopedia, zawierająca hasła związane z historią i współczesnością miasta Wrocławia, stanowiąca kompendium wiedzy o mieście od początków osadnictwa po czasy współczesne. 

## Historia
Wydanie pierwsze tej encyklopedii (ISBN 83-7023-749-5) opublikowało w 2000 Wydawnictwo Dolnośląskie (redakcja naukowa Jan Harasimowicz, współpraca Włodzimierz Suleja; w pracach nad przygotowaniem encyklopedii wzięło udział w sumie ponad sześćset osób) dzięki pomocy finansowej Urzędu Miejskiego - Gminy Wrocław i z finansowym wsparciem Fundacji Współpracy Polsko-Niemieckiej. Zawierała ona 988 stron w twardej oprawie (21,3×30,2 cm), na których umieszczono około siedem tysięcy haseł oraz liczne ilustracje, mapy i wykresy.
Wydanie drugie tej encyklopedii, uzupełnione i poprawione, wyszło na 1000 stronach w 2001 roku w tym samym kształcie i z tym samym numerem ISBN, co wydanie I. Oba wydania osiągnęły nakład 10 000 egzemplarzy, a autorami haseł było 460 osób.
Wydanie trzecie (ISBN 83-7384-561-5) z 2006, pod tą samą redakcją, uzupełnione i poprawione w stosunku do wydań poprzednich (łącznie około 7400 haseł ponad 500 autorów z 3200 ilustracjami, planami i tabelami) ten sam wydawca umieścił w tomie oprawionym identycznie jak poprzednie; objętość tego wydania encyklopedii wzrosła do 1060 stron.